# Valentin Vodnik
Valentin Vodnik (ur. 3 lutego 1758 w Zgornjiej Šišce, zm. 8 stycznia 1819 w Lublanie) – słoweński poeta, nauczyciel, językoznawca, redaktor – krytyk, duchowny w zakonie św. Franciszka, a także urzędnik. Był aktywny w okresie późnego oświecenia.

## Życie
Vodnik urodził się w miejscowości Zgornja Šiška (obecnie przedmieścia Lublany), na obszarze Monarchii Habsburgskiej. Urodził się w stosunkowo dobrze usytuowanej rodzinie chłopsko–rzemieślniczej jako pierwszy z dziesięciorga dzieci Jožefa Vodnika i Jere Pance. Dom, w którym się wychował, dzisiaj jest pomnikiem kultury. Na życzenie rodziców w wieku 9 lat zaczął się uczyć pisania, czytania oraz arytmetyki. W roku 1768 został wysłany do wuja do franciszkańskiego klasztoru w Nowym Mieście, gdzie przygotowywał się do szkoły średniej (1769-1775). Tam poznał Marko Pohlina. Po szkole wstąpił do zakonu. Nowicjat odbył w miejscowości Nazarje, gdzie otrzymał imię zakonne Marcel. W latach 1776–1778 w szkole w Nowym Mieście studiował filozofię. Od roku 1778 zamieszkał w klasztorze w Lublanie, gdzie zaczął studium teologii, studiował również w Gorycji w 1782 roku. W 1780 roku wyjechał ze Lublany, gdzie mieszkał przez 2 lata. W 1782 roku mieszkał w klasztorze franciszkanów w miejscowości Trsat nad Reko. Został wyświęcony w tym samym roku na wyspie Krk oraz został kaznodzieją. Jeśli chodzi o rok 1783, to przypuszcza się, że był kaznodzieją w Lublanie. Zapisy świadczą, że uzupełniał wykształcenie, uczył się włoskiego i francuskiego. W 1783 wyjechał i pracował jako ksiądz w północnej części Krainy, we wsiach Bled, Sora, Ribnica oraz Medvodach, a w 1792 roku w Koprivnicy nad Bohinjem. W Koprivnicy spotkał się z Żigą Zoisem, który zaprosił go do swojego kręgu intelektualnego, gromadzącego najważniejszych członków słoweńskiego oświecenia. Zois pomógł mu następnie w przeprowadzce do Lublany i sponsorował Vodnika aż do śmierci, gdy ten pracował jako nauczyciel w pobliskim liceum. Vodnik został dyrektorem oraz opiekunem szkół podstawowych w stolicy. Za względu na profrancuskie stanowisko, Vodnik został po 1813 r. usunięty z życia publicznego i przeszedł na wcześniejszą emeryturę. Zmarł na mniej niż miesiąc przed jego 61. urodzinami na udar mózgu. Pochowany jest na cmentarzu Navje.

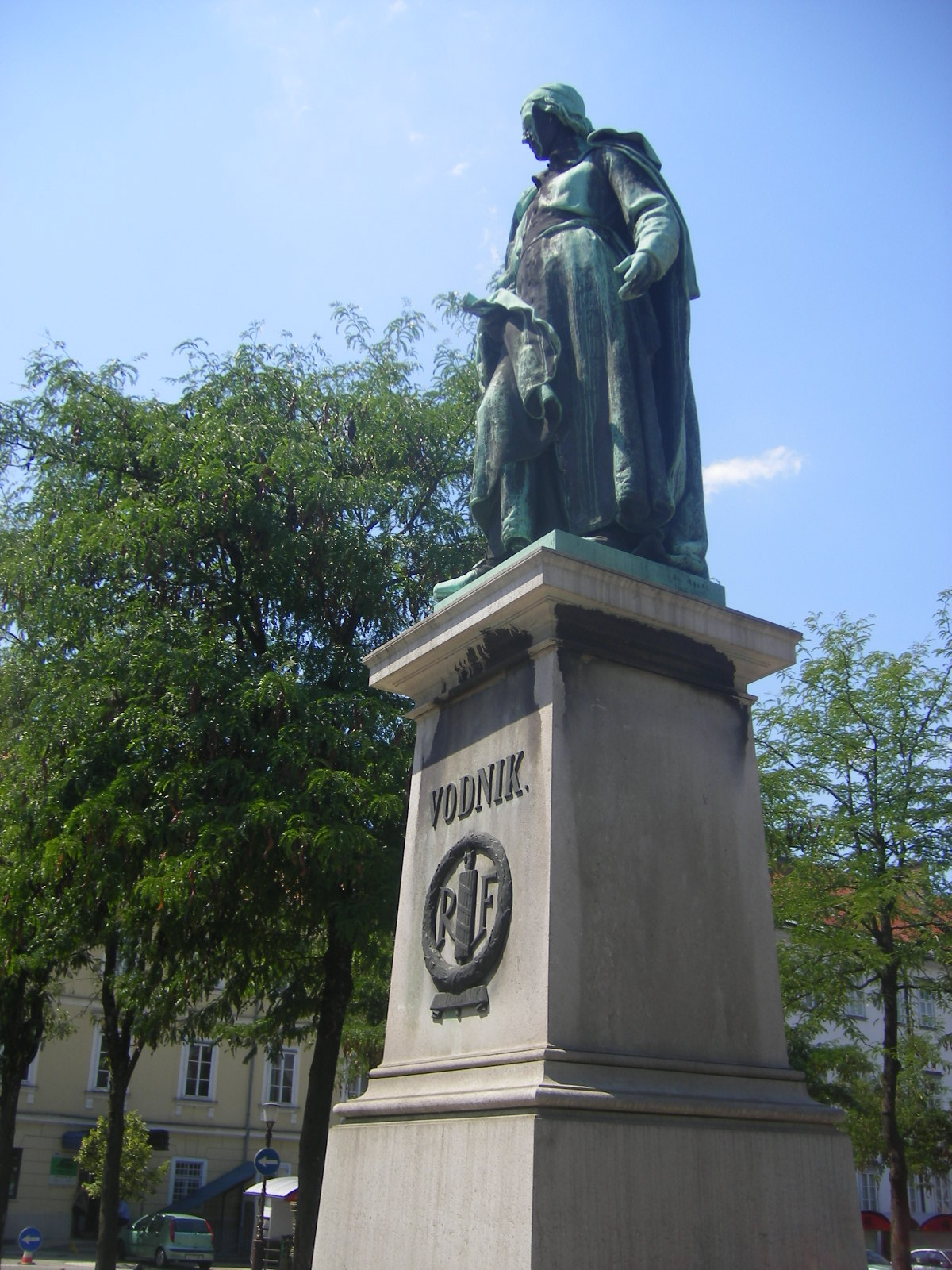
Pomnik Valentina Vodnika na placu Vodnika w Lublanie, stolicy Słowenii

## Twórczość
Pisać zaczął w liceum pod wpływem Marko Pohlina. Dla swojego nauczyciela Vodnik napisał elegię Mila pesm, gdy w 1775 udawał się do Wiednia. Pierwsze utwory poetyckie Vodnika, Zadovolni Krajnc i Klek, zostały opublikowane w almanachu Pisanice, wydrukowanym przez Marko Pohlina. Teksty te uważa się za początek słoweńskiej poezji świeckiej. Rozstawszy się z Pohlinem, przestał pisać na 15 lat. Do działalności naukowej i twórczej przyciągnął go Žiga Zois. Pod jego wpływem Vodnik zaczął pisać prace literackie, popularnonaukowe, językoznawcze i publicystyczne w dziedzinie ekonomii, geografii, geologii, fikcji. Vodnik podjął się pisania poezji w języku słoweńskim, do czego namawiał go Žiga Zois. Materiały literackie Vodnik publikował w kalendarzach Velika pratika (1795-1797) oraz Mala pratika(1798-1806). W 1794 zaczął pracować nad słownikiem górniczym, zbierając fachowe słownictwo, jednak postępy nad tym dziełem były bardzo powolne i słownik nigdy się nie ukazał drukiem. Vodnik opowiadał się także za używaniem języka słoweńskiego w edukacji, kulturze i w administracji.
Poezja Vodnika była stosunkowo prosta, z reguły podejmowała tematykę patriotyczną, miała charakter satyryczny. Do najbardziej znanych jego wierszy należy Dramilo, poetycki apel do Słoweńców, by byli dumni z języka oraz ziemi i dziedzictwa. W 1806 roku Vodnik wydał swój pierwszy zbiór poezji, zatytułowany Pesme za pokušino, który jest uważany za pierwszy zbiór poezji słoweńskiej. Tom ten zawiera 17 utworów. W 1809 wydał Vodnik Pesmi za brambovce, zbiór austriackiej poezji przetłumaczonej na słoweński.
Najważniejszym dziełem Vodnika jest Pismenost ali Gramatika za perve šole, opublikowana w 1811. Vodnik był również redaktorem pierwszej gazety słoweńskiej Lublanske Novice, które były wydawane dwa razy w tygodniu w latach 1797–1800. Wiadomości były kopiowane i tłumaczone z języka niemieckiego, dodawano również ogłoszenia drobne, głównie z Lublany i słoweńskiej Krainy. W 1810 stał się gorliwym zwolennikiem francuskiej okupacji ziem słoweńskich. W 1809 roku napisał poemat, zwany Ilirija oživljena, w którym chwalił Napoleona Bonaparte za ustanowienie prowincji iliryjskich. W tym czasie zaczął pisać pierwsze słoweńskie podręczniki do liceum i zachęcał do korzystania ze słoweńskiego w edukacji. Podczas krótkotrwałej administracji francuskiej przekonywał władzę do korzystania z francuskich reform w edukacji, kulturze oraz administracji.
Oprócz poezji i tekstów dziennikarskich Vodnik napisał także gramatykę, a nawet pierwszą książkę kucharską w języku słoweńskim (Kuharske bukve z 1799) oraz tłumaczenie do podręcznika dla położnych Babiśtvo ali porodnićarski vuk za babice w 1818 autorstwa Jana Matouška.
Vodnik był pierwszym prawdziwym słoweńskim poetą, ale poezja zajmuje bardzo niewielką część jego pracy. Twórca ten jest również bardzo zasłużony dla rozwoju słoweńskiej prozy. Tłumaczył i pisał humorystyczne anegdoty. Odegrał również niemałą rolę dla rozwoju publicystyki w języku słoweńskim, popularyzacji nauki oraz jako autor podręczników. Uważa się go za pierwszego słoweńskiego dziennikarza. Interesował się również archeologią, numizmatyką, górnictwem, botaniką i ornitologią.

## Dzieła

### Poezja
- Pesme za pokušino (tom poezji, 1806)
- Pesmi za brambovce (tom poezji, będących przekładem patriotycznych austriackich tekstów opiewających Napoleona, 1809)
- Pesme (tom poezji wydany po śmierci, 1840)

### Twórczość dydaktyczna
- Popisuvanje Krajnske dežele (Velika pratika, 1795)
- Povedanje od slovenskiga jezika (pierwsze ważniejsze teksty redakcyjne w języku słoweńskim, Lublanske Novice, 1797–1798)
- Kuharske bukve (tłumaczenie niemieckie, 1799)
- Babištvo ali Porodničarski Vuk za Babice (tłumaczenie, 1818)

### Podręczniki
- Geschichte des Herzogthumus Krain, des Geliebthes von Trieste und der Grafschaft Görz (1809)
- Abeceda za perve šole (1811)
- Pismenost ali Gramatika za perve šole (z ody Ilirija oživljena, 1811)
- Početki gramatike to je Pismenosti Franzoske gospoda Lhomonda...: sa latinske franzoske shole v’ Illirii (1811)
- Keršanski navuk za Illirske dežele vzét iz Katehizma za vse cerkve Francozkiga Cesarstva (1811)
- Abeceda ali Azbuka (1812)
- Slowenisches Wörterbuch – Slovensek Besednjak(słownik pozostał w rękopisie, 1813)
- Vodnikova Krajnska pismenost okrajšana za male šole (1847)